# Monasterio de Novospaski

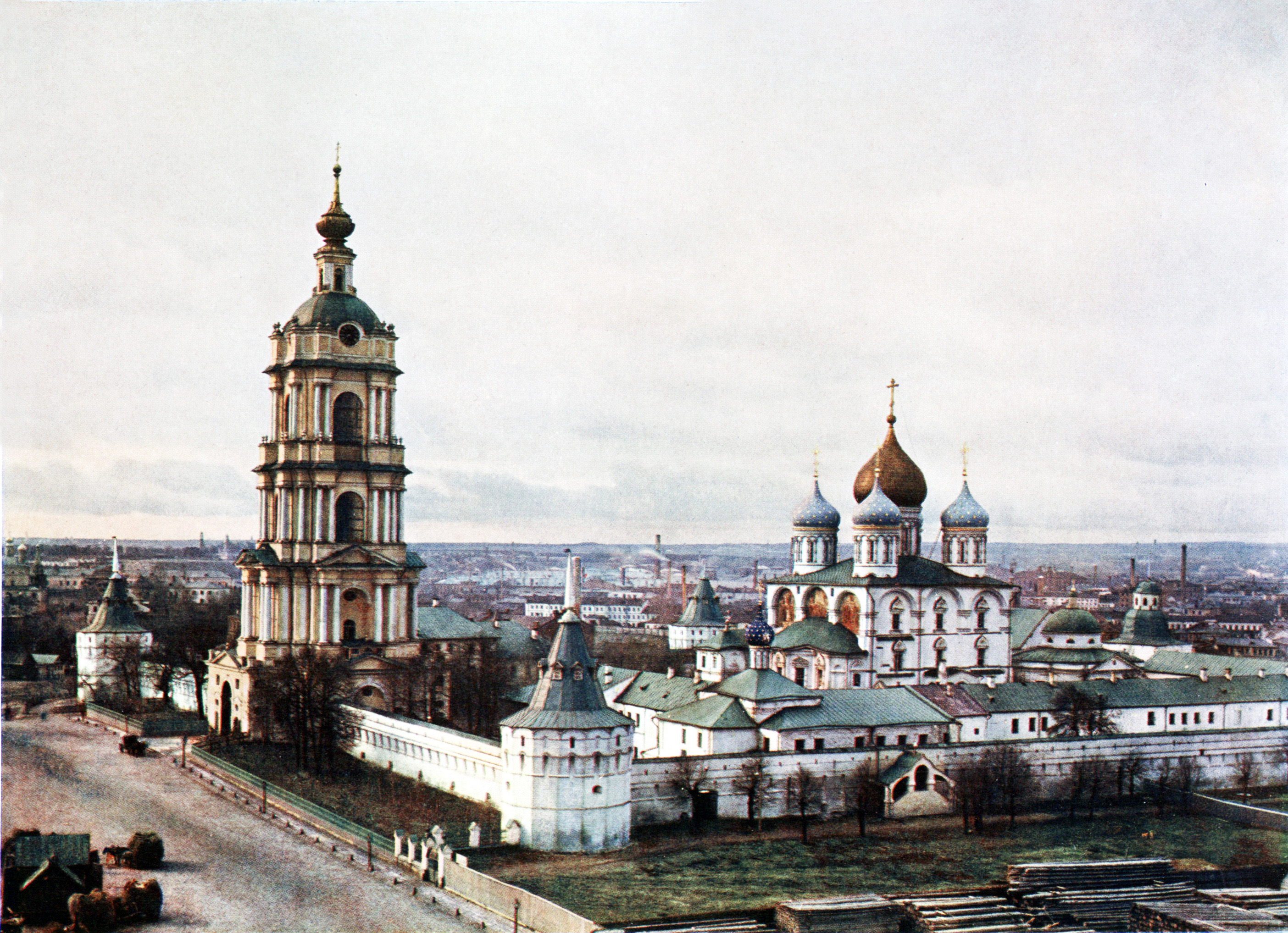
El Nuevo Monasterio del Salvador, 1910.

El monasterio de Novospaski (Nuevo Monasterio del Salvador, en ruso: Новоспасский монастырь) es un monasterio fortificado que se encuentra en la zona sureste de la periferia de Moscú.
Fue el primer monasterio que se fundó en Moscú a comienzos del siglo XIV. Su katholikón original fue la Iglesia del Salvador. En 1491 se trasladó al margen izquierdo del río Moscova. El monasterio fue renombrado como el Nuevo Salvador para distinguirla de la más antigua situada en el Kremlin, que acababa de dejar de existir.
El monasterio tuvo el patrocinio de los descendientes de Andréi Kobyla, incluidos los boyardos Sheremétev y Románov, y allí se encuentran sus criptas mortuorias. Entre los últimos Románov enterrados en el monasterio se encuentran Ksenia Shestova (la madre del primer zar Románov, Miguel I), la princesa Tarakánova (nombre que también uso otra mujer que pretendía al trono que alegó ser la única hija de la Emperatriz Isabel) y el gran duque Sergio Aleksándrovich de Rusia. En 1571 y 1591 la ciudadela de madera resistió varios ataques de los tártaros de Crimea.
Tras el acceso de los Románov al trono de Moscovia, Miguel I de Rusia reconstruyó por completo el altar de su familia, durante la década de 1640. Excepto el gran campanario del siglo XVIII (uno de los más altos de Moscú) y el sepulcro de los Sheremétev en la Iglesia del Signo, todas las demás construcciones se remontan a esta época. Las mismas comprenden:
- la catedral de la Transfiguración (1645-1649, en ruso: Спасо-Преображенский собор), gran katholikón con cinco cúpulas y frescos pintados por renombrados pintores moscovitas del siglo XVII;
- la iglesia de la Intercesión (1670, Церковь Покрова Пресвятой Богородицы) con un refectorio;
- la casa del Ofrecimiento del Pan, un hospital, los alojamientos de los monjes, y el palacio del Patriarca Filaret.

## Cierre
Durante el periodo soviético, el monasterio fue transformado en una prisión, luego en un centro de detención de borrachos de la policía. En la década de 1970 fue asignado a un instituto de restauraciones artísticas de la Unión Soviética.

## Reapertura
En abril de 1991 fue devuelto a la Iglesia ortodoxa rusa. En julio de ese año se creó el Coro de Hombres del Monasterio Novospassky.
En 1995 se trasladaron al mismo las cenizas del gran duque Sergio Aleksándrovich Románov, quien fuera asesinado 90 años antes por el terrorista Iván Kaliáiev de la Organización de Combate SR. En el monasterio se construyó una cruz conmemorativa en honor del Gran Duque, réplica de un monumento existente en el Kremlin.

## Galería

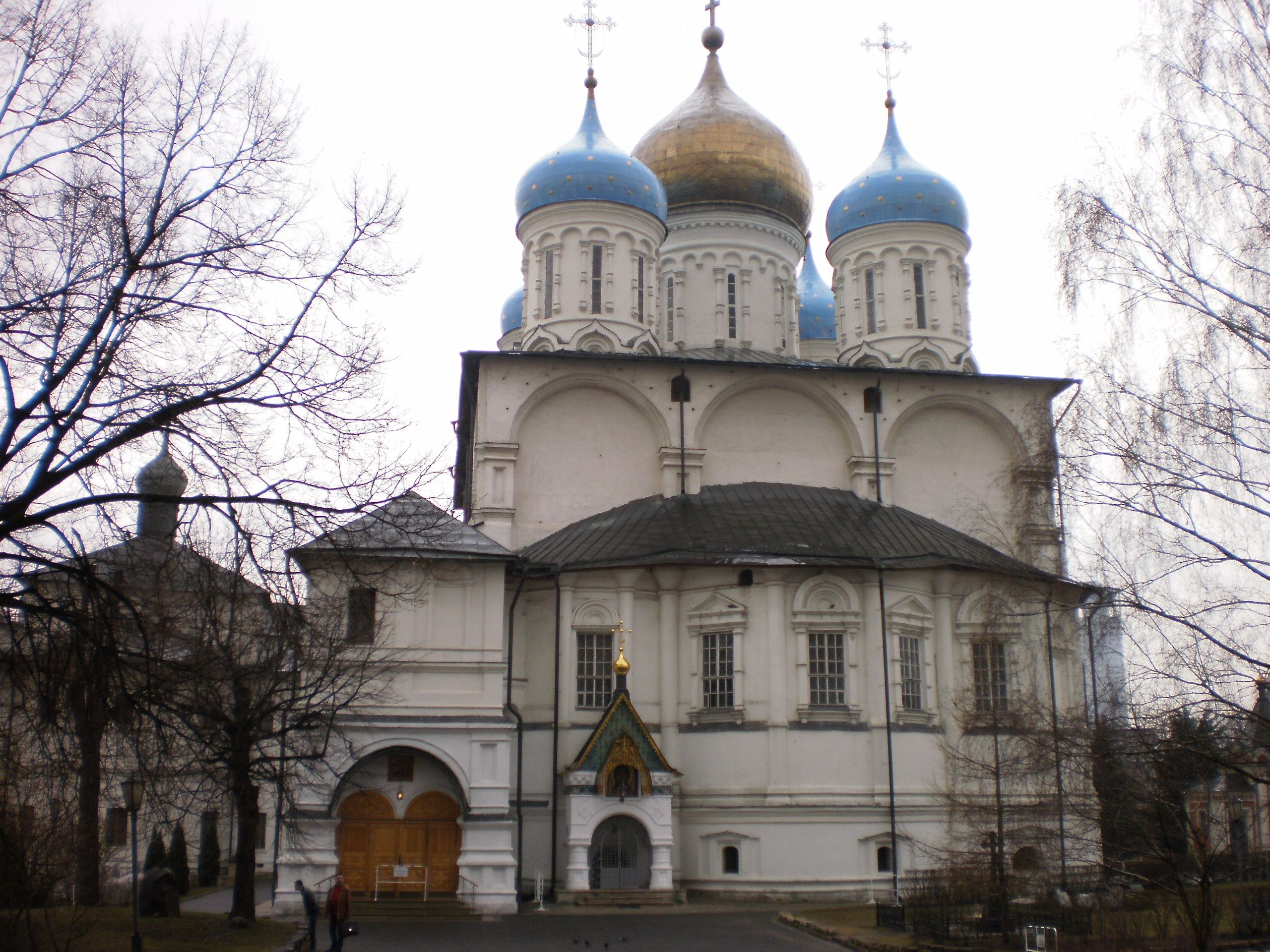
Catedral de la Transfiguración
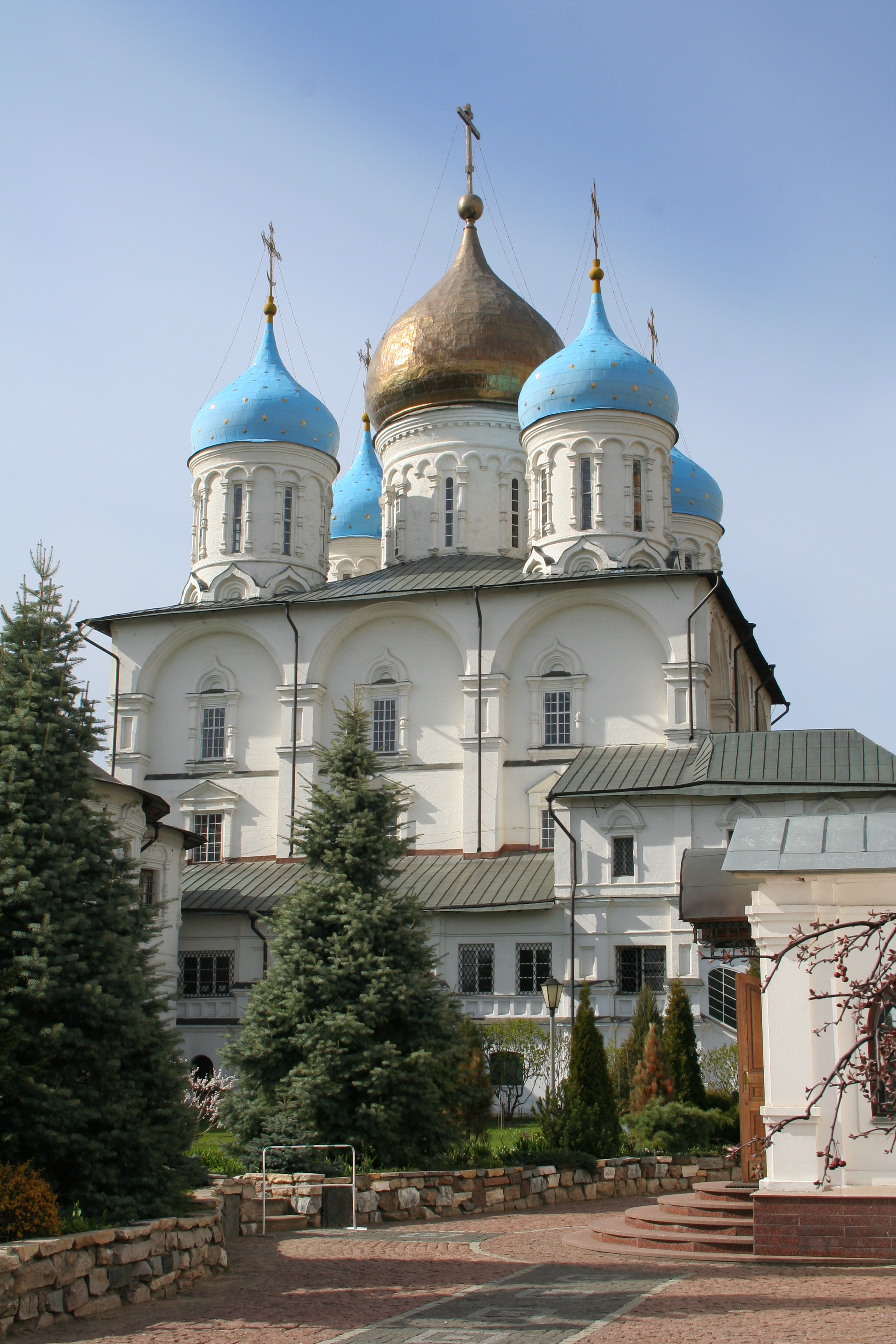
Catedral de la Transfiguración
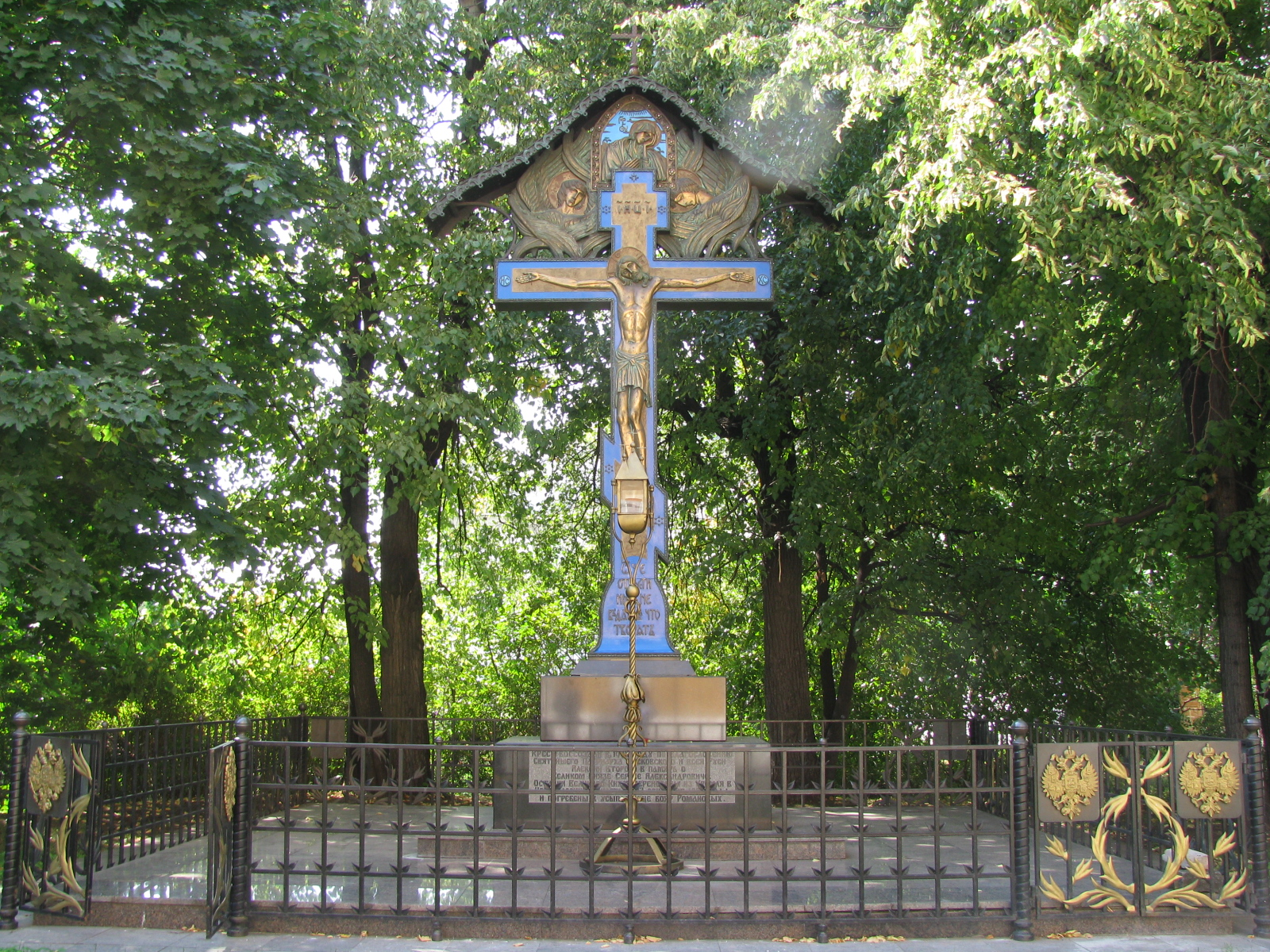
Cruz en honor al Gran Duque Sergio Aleksándrovich de Rusia
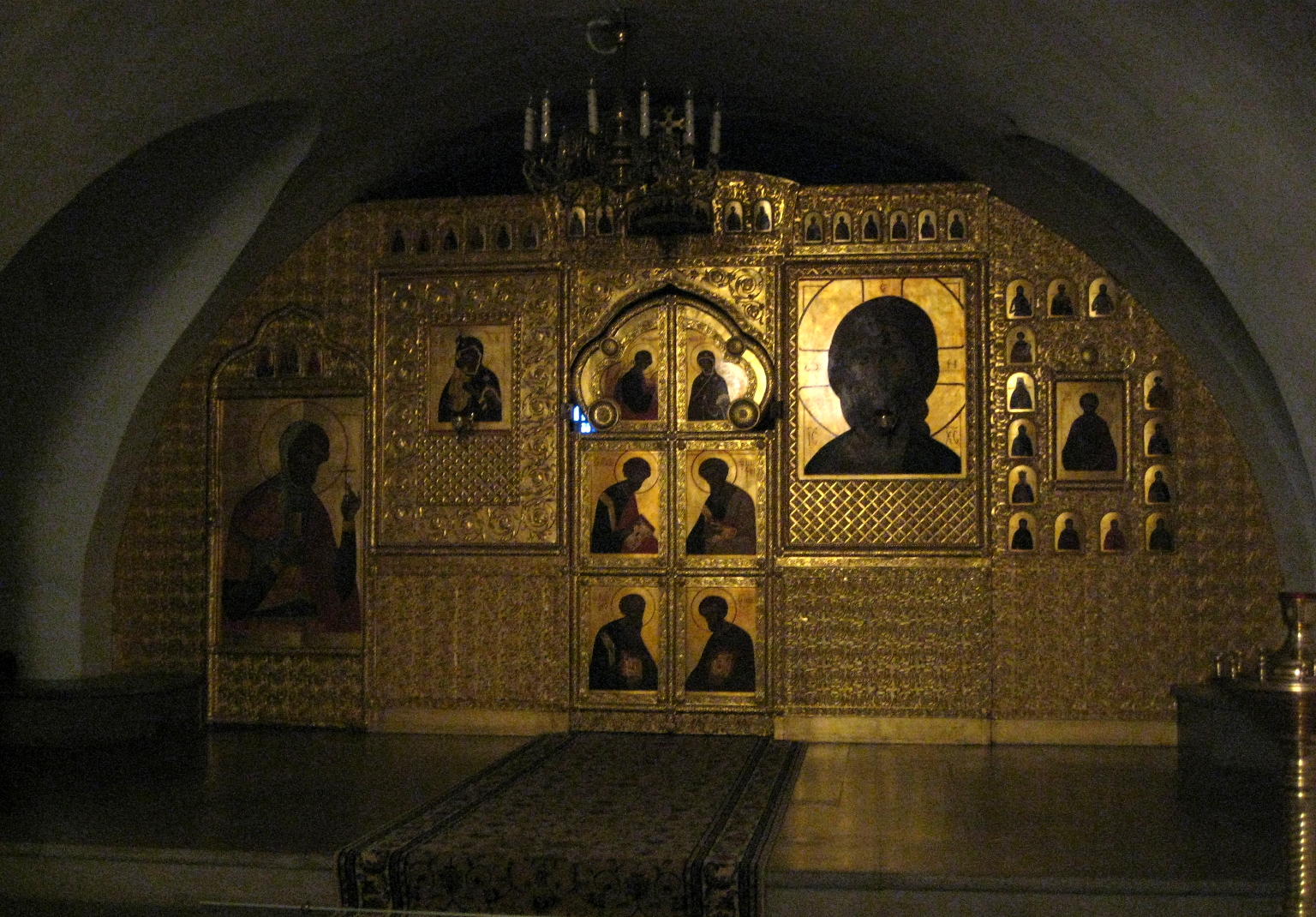
Cripta de los Románov
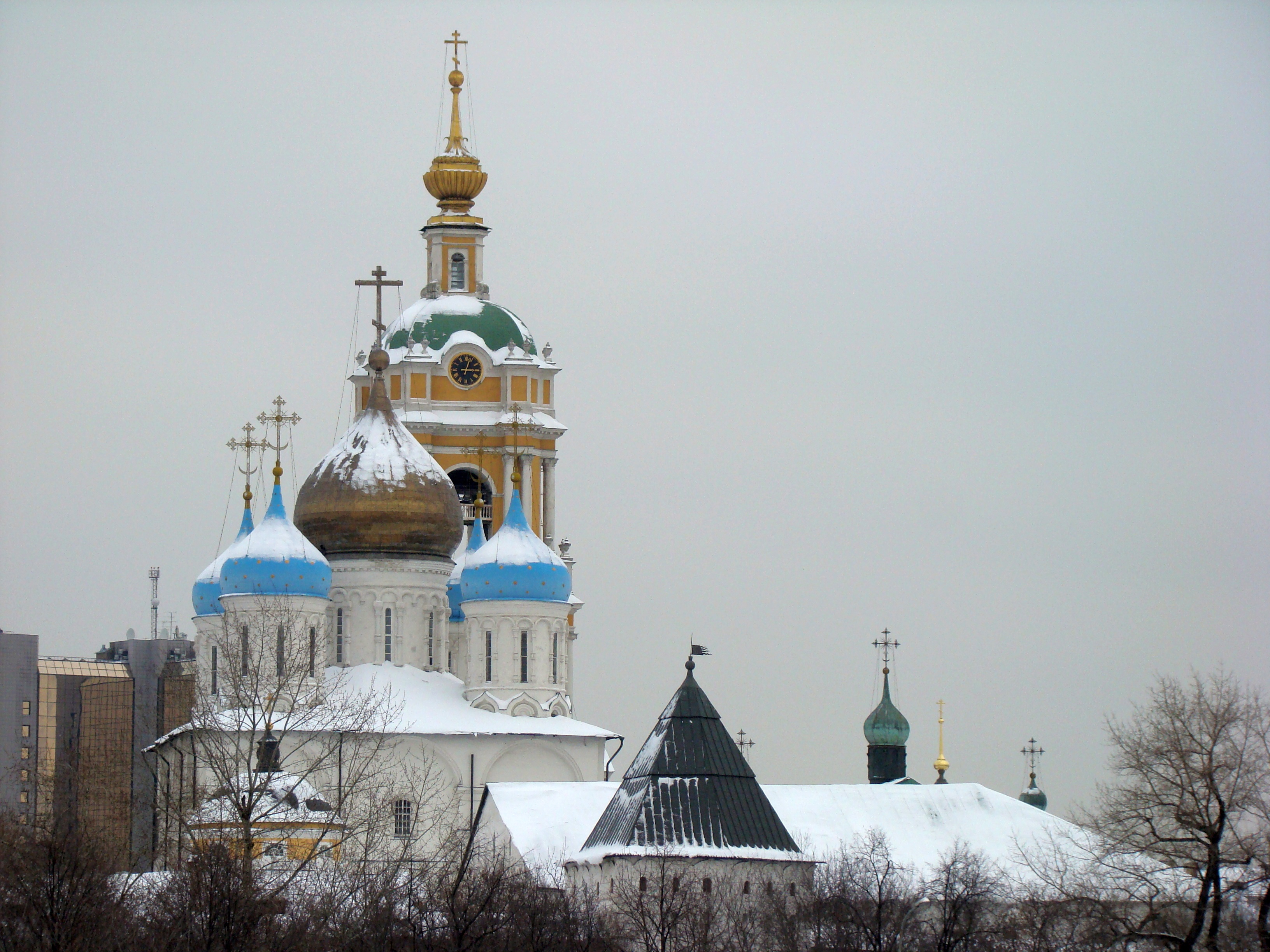
Cúpulas de la iglesia